# Helmut Rethemeier
Helmut Rethemeier (n. 8 iunie 1939, Vlotho, Renania de Nord-Westfalia, Germania) este un călăreț ce a reprezentat Germania, medaliat olimpic. A participat la o ediție a Jocurilor Olimpice (1976) în care a câștigat o medalie de argint.